# الردورف
الردورف (به آلمانی: Ellerdorf) یک شهر در آلمان است که در رندسبورگ-اکرنفورده واقع شده‌است.
 الردورف  ۵۴۶ نفر جمعیت دارد.